# Pardosa alticola
Pardosa alticola là một loài nhện trong họ Lycosidae.
Loài này thuộc chi Pardosa. Pardosa alticola được Mark Alderweireldt & Rudy Jocqué miêu tả năm 1992.